# クラウドゲート (企業)
クラウドゲート株式会社（英: Crowd Gate Co., Ltd.）は、ゲーム向け2D・3Dデジタルコンテンツの制作請負や「ネット小説大賞」の運営、ハイパーカジュアルゲームの開発運営を行う会社である。ゲーム用の各種イラスト制作に強みを持つ。旧称は「株式会社テラネッツ」。
日本創発グループの完全子会社。

## 沿革
- 2000年（平成12年）
  - 3月 - 株式会社テラネッツを設立。本店は北海道札幌市豊平区に置いた。
  - 4月 - 本店を札幌市東区に移転し、東京都千代田区に東京支店を設置。
  - 9月 - 東京支店を東京都豊島区に移転。
- 2001年（平成13年）6月 - 東京支店を東京都新宿区に移転。
- 2002年（平成14年）
  - 3月 - 本店を札幌市北区に移転。
  - 6月 - 東京支店を東京都千代田区に移転。
- 2003年（平成15年）6月 - 本店を東京都千代田区に移転。従来の「本店」は札幌本社に変更。
- 2006年（平成18年）6月 - 本店を現在地に移転。
- 2007年（平成19年）
  - 2月 -
    - 本社を東京都千代田区に移転。札幌本社を札幌オフィスに変更。
    - 札幌証券取引所アンビシャス市場上場[1]。

  - 10月 - チャリロトを連結子会社化。
- 2008年（平成20年）3月 - 札幌オフィスを札幌市中央区に移転。
- 2009年（平成21年）2月 - チャリロトが連結子会社から外れる。
- 2010年（平成22年）
  - 3月 - 藤田一郎が代表取締役会長に就任。
  - 5月 - 会長の藤田が社長を兼務。
- 2011年（平成23年）
  - 4月 - クラウドゲート株式会社に社名変更。
  - 10月 ‐ 旧経営陣による不適切な会計処理が行われていたとの疑義により、第三者調査委員会を設置。
  - 12月 - 札幌証券取引所により、株式が監理銘柄（確認中）に指定される。
- 2012年（平成24年）
  - 3月23日 - 上場廃止[2]。
  - 3月31日 - 札幌オフィスを閉鎖[3]。
  - 4月11日 - お仕事マッチングサービス「Crowd Gate」正式サービス開始[4]。のち2017年5月26日にサービス終了。
  - 10月 - 金融庁により有価証券報告書に虚偽記載をしたとして、課徴金1871万円を納付するよう命じられる[5]。
- 2015年（平成27年）
  - 5月 - オンラインゲーム開発運営事業を分社化、子会社としてクラウドゲームス株式会社を設立[6]。
  - 10月 - 子会社株式会社Creapleを設立[7]。
- 2016年（平成28年）9月 - 株式会社日本創発グループの子会社となる[8]。
- 2018年（平成30年）6月 - 子会社であるクラウドゲームスおよびCreapleを吸収合併[9]。
- 2020年（令和2年）
  - 3月17日 - WTRPG、OMC、t-on事業を株式会社フロンティアワークスに事業譲渡[10][11]。
  - 12月 - 本店を東京都台東区より現在所在地東京都千代田区へと移転する

## 主な作品

### 移管先で運営継続中の作品
- WTRPG10「ファナティックブラッド」（2014年5月開始）
- WTRPG11「グロリアスドライヴ」（2018年5月開始）
- OMCコンテンツ「東京怪談 SECOND REVOLUTION」（2003年11月開始、2020年8月終了）[12]

### ゲーム運営を終了した作品

#### メイルトークRPG (MT)
- 1997年 - 1998年 超時空世紀オーガスMT6
- 1997年 - 1998年 MT7・退魔庁付属機関 高等専門学校 大和武尊
- 1998年 - 1999年 MT8・芸能コロニー スター☆ミラージュ
- 1998年 - 1999年 MT9・真 退魔戦記 伝承妖魔降臨
- 1999年 - 2000年 MT10・サイコマスターズ AD2080. Delusion〜迷夢〜
- 2000年 - 2001年 MT11・竜創騎兵ドラグーン“BLADE”
- 2001年 - 2002年 MT12・エターナルヴォイス
- 2002年 - 2003年 MT13・竜創騎兵ドラグーン 地上編 〜天界への翼〜

#### ウェブトークRPG (WTRPG)
- 2001年8月 - 2003年3月 WTRPG1「学園退魔戦記ZERO」
- 2002年7月 - 2003年10月 WTRPG2「武神幻想サムライキングダム」
- 2003年4月 - 2005年6月 WTRPG3「アクスディア 〜神魔戦記〜」
- 2003年7月 - 2004年12月 EV2「エターナルヴォイスLegend〜聖獣の息吹〜」
- 2004年4月 - 2009年12月 WTRPG5「AsuraFantasyOnline」
- 2005年9月 - 2007年10月 WTRPG6「Beast's Night Online」
- 2007年9月 - 2013年3月 WTRPG7「Catch the sky 〜地球SOS〜」
- 2008年7月 - 2010年3月 「The Soul Partner 〜next asura fantasy online〜」
- 2009年6月 - 2015年3月 WTRPG8「舵天照」
- 2011年8月 - 2017年8月 WTRPG9「エリュシオン」
- 2015年8月 - 2019年3月 WTRPG0「リンクブレイブ」（株式会社デジタルハーツとの共同運営）[13]

#### OMCコンテンツ
- 2001年11月 - 2013年10月 OMCコンテンツ「東京怪談」
- 2005年6月 - 2008年5月 「神魔創世記 アクスディアEXceed」
- 2007年4月 - 2015年11月 OMCコンテンツ「学園創世記マギラギ」
- - 2016年4月 OMCコンテンツ「テラネッツゲームワールド 聖獣界ソーン」（開始当時はMT12専用）
- 2007年頃 - 2011年頃「王立セントメイド学院」[14]
- 2008年頃 - 2011年6月 「恋愛シチュエーションボイス ＳＥＣＯＮＤ」[15]

### その他
- 2002年1月 - 11月 - 読者参加型RPG「ミストラルージュ・グランバスタース」
- 2002年6月以前 - MSNキャラクターとの連動企画「きゃらツクスタジオ」開始（2003年5月以降更新はない）
- 2002年8月 - コミュニティーサイト「コミネット」開始（掲示板/チャット/電子出版）
- 2002年12月 - MT最終作「PSYCHOMASTERS アナザー・レポート」開始
- 2002年12月ぐらい - イラストのe-ラーニング講座「テラ小屋」開始（2003年春の募集後、追加募集はなく、2005年3月ごろサイト消滅）
- 2003年10月 - コミュニティーサイト「コミネット」終了
- 2005年6月 - t-on.jp開始
- 2006年9月 - 2011年頃 リカちゃんアバターが使用できるコミュニティサイト「＠Licca（アットリカ）」[16]
- 2007年8月 - 株式会社バンタンとの共同事業、イラストのe-ラーニング講座「テラ小屋バンタン」開始
- 2008年4月 - 「テラ小屋バンタン」終了
- 2012年4月 - クラウドソーシングサイト「Crowd Gate」オープン
- 2013年2月 - 冒険企画局とのコラボレーションで「エリュシオンTRPG」を2013年に発売[17]
- 2014年12月 - クリエイター向け学習サービス「Creaple」サービスβ版リリース
- 2016年2月 - クリエイター向け学習サービス「Creaple」サービス正式リリース
- 2017年4月 - クリエイター向け学習サービス「Creaple」サービス終了